# Annibale Caro

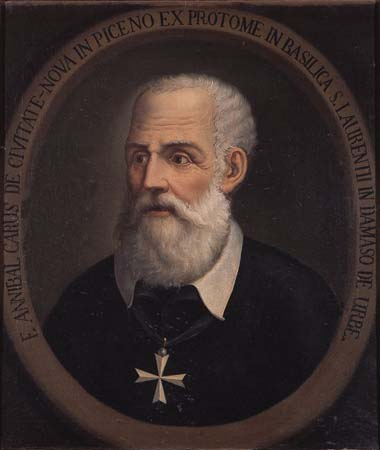
Annibale Caro

Annibale Caro (Civitanova Marche, 6 juni 1507 - Frascati, 17 november 1566) was een Italiaans poëet en humanist.

## Biografie
Annibale Caro werd geboren in het plaatsje Civitanova Marche, in de buurt van Ancona. Caro werd leraar van de familie Gaddi In Florence. Na de dood van de Gaddi's trad hij dienst van het huis Farnese waar hij secretaris werd van Pier Luigi Farnese en van zijn zonen Ottavio, Alessandro en Ranuccio.
Caro's belangrijkste werken waren zijn vertalingen. Verder is hij ook de auteur van diverse gedichten, sonnetten en een komedie genaamd Gli Sraccioni. Hij wist veel roem te verzamelen met de opmerkelijke vers- en  zinsbouw in zijn gedichten. Zijn reputatie leed onder een polemiek met Ludovico  Castalvreto, die hem aanviel vanwege het vertaalwerk dat Caro had verricht voor Philipp Melanchthon. Het slachtoffer repliceerde in rijm, en de zaak escaleerde verder. Benedetto Varchi koos de kant van Caro en wijdde er zijn Ercolano aan. 
Caro stierf in 1566 in Frascati. Hij ligt begraven in de Romeinse kerk San Lorenzo in Damaso.

## Werken

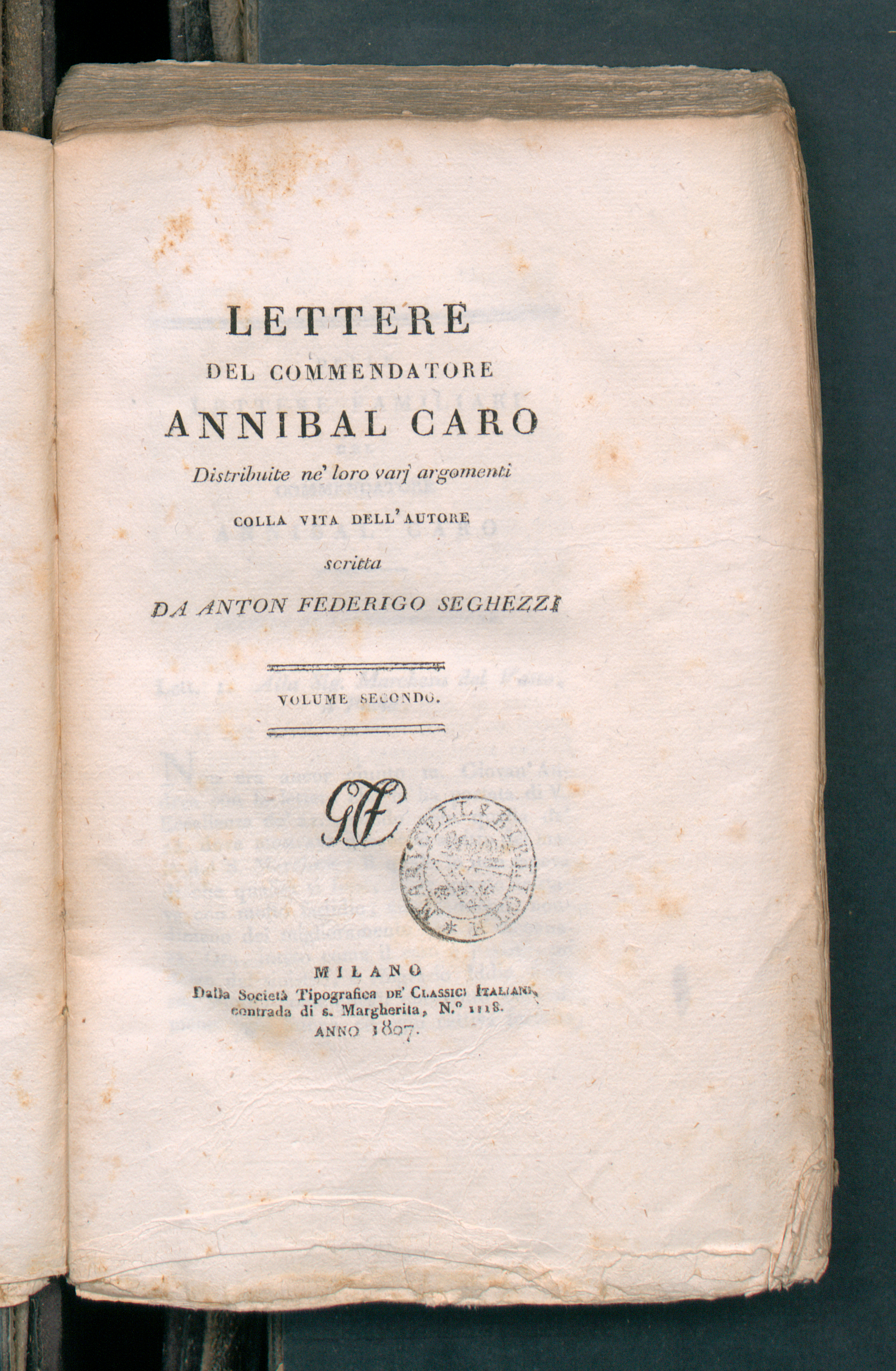
Lettere del commendatore Annibal Caro, 1807

Annibale Caro publiceerde een vertaling van de Aeneis, en oogstte daarmee veel lof onder zijn tijdgenoten. Hij vertaalde ook het werk Daphnis en Chloë van de Griekse schrijver Longus. Zijn werken omvatten onder andere ook proza over Aristoteles, Cyprianus en Gregorius van Nazianze.